# عبدالله الدیسی
عبدالله الدیسی (انگلیسی: Abdullah Al-Disi؛ زادهٔ ۱۸ ژوئیهٔ ۱۹۸۷) بازیکن فوتبال اهل اردن است.
از باشگاه‌هایی که در آن بازی کرده است می‌توان به باشگاه ورزشی شباب الخلیل و باشگاه ورزشی الوحدات اشاره کرد.
وی همچنین در تیم‌های ملی فوتبال زیر ۲۰ سال اردن و اردن بازی کرده است.